# Афанасьевка (Саратовская область)
Афанасьевка — село в  Воскресенском районе Саратовской области. Входит в состав сельского поселения Елшанского муниципального образования.

## География
Находится на расстоянии примерно 43 километра по прямой на запад от районного центра села  Воскресенское. Немного южнее проходит региональная трасса Р228.

## История
Афанасьевка была основана как деревня в XVIII веке. В канун отмены крепостного права в Афанасьевке насчитывалось 30 дворов и 203 жителя.  Первая церковь была построена в 1867 году, перестроена в 1899 году. В 1910 году насчитывалось 57 дворов и 274 жителя. 

## Население
Население составляло 34 человека в 2002 году (85% русские),  41 в 2010.